# Колоредо ди Прато (Удине)
Колоредо ди Прато је насеље у Италији у округу Удине, региону Фурланија-Јулијска крајина.
Према процени из 2011. у насељу је живело 1249 становника. Насеље се налази на надморској висини од 96 м.